# MGM-140 ATACMS
MGM-140 ATACMS (ang. Army Tactical Missile System, ATACMS) – amerykański system rakietowy (mobilny, taktyczny) ziemia-ziemia, opierający się na (napędzanych paliwem stałym) pociskach balistycznych bardzo krótkiego zasięgu (ang. Battlefield Short-range Ballistic Missile, BSRBM). Jest zaliczany do broni precyzyjnego rażenia. Służą w armii Stanów Zjednoczonych oraz Australii.

## Opis
System ATACMS opracowany został w celu zastąpienia przestarzałego systemu balistycznego krótkiego zasięgu MGM-52 Lance, służącego do zapewnienia taktycznego wsparcia wojsk lądowych. Przypominające nieco pociski Lance pociski ATACMS umieszczone są w zmodyfikowanej mobilnej wyrzutni M270 MLRS (Multiple Launch Rocket System) lub M142 HIMARS. Początkowo planowano pięć wariantów tego systemu: Block 1, Block 1A o przedłużonym zasięgu, przeciwpancerny Block 2, wersję Block 1A przeciwko celom utwardzonym oraz wariant wyposażony w głowicę nuklearną, z którego jednak zrezygnowano.
ATACMS Block 1 jest podstawowym systemem ATACMS, o wysokiej efektywności przeciwko krytycznym celom jak lotniska, baterie obrony przeciwlotniczej, wyrzutnie pocisków balistycznych, strefy zaopatrzenia czy też centra łączności bądź dowodzenia.

## Wykorzystanie
Pociski ATACMS zostały w roku 2023 udostępnione – w ograniczonej liczbie – ukraińskim siłom zbrojnym w związku z inwazją Rosji na Ukrainę. Pierwsze ich użycie przez Ukrainę potwierdzono 17 października 2023.